# کائورو کوروکی
کائورو کوروکی (انگلیسی: Kaoru Kuroki؛ زاده ۲۱ ژانویهٔ ۱۹۶۵) یک بازیگر پورنوگرافی اهل ژاپن است. 